# Gérard Gaultier de Carville
 (août 2020).
Gérard Gaultier de Carville, né le 15 janvier 1924 à Saint-Amand-de-Vendôme et mort pour la France le 7 août 1944 à Guiscriff, est un officier et résistant français.

## Biographie
Gérard Gaultier de Carville est le fils de Robert Gaultier de Carville (1895-1976) et d'Antoinette Louise Isabelle Marie de Vivès. Son père, ancien combattant de la Grande Guerre, s'engage dans la Résistance au sein du mouvement Libération-Nord, dont il devient chargé de la centralisation nationale du renseignement. Arrêté en novembre 1943, il est déporté aux camps de Buchenwald, de Dora puis de Bergen-Belsen.
Élève et scout de France à Vannes lors de l'appel du 18 juin, Gérard de Carville, alors âgé de seize ans, s'embarque immédiatement pour l'Angleterre et s'engage dans les Forces françaises libres (FFL) après l'Armistice. Il suit sa formation à l'École des cadets de la France libre (promotion « Libération »), dont il sort aspirant deux ans plus tard. Face à la crainte d'une attaque japonaise, il est envoyé commander une section en Nouvelle-Calédonie (juin 1942). Rentré au Royaume-Uni en avril 1943, il est volontaire pour intégrer les Forces aériennes françaises libres (FAFL). Après une formation de plusieurs mois, il est breveté à Ringway. 
Le 10 juin 1944, dans le cadre des Opérations SAS en Bretagne, il est parachuté dans le secteur de Duault où les Special Air Service (SAS) implantent la base « Samwest ». La base Samwest est attaquée par la Wehrmacht le 12 juin suivant et dispersée. Il fait alors partie des SAS chargés de monter une base dans les environs de Guern-Pontivy (Morbihan), dans le cadre de l'Opération Grog, afin d'y regrouper et former des combattants des Forces françaises de l'intérieur (FFI). 
À la fin du mois de juin 1944, il prend le commandandement des maquis FFI de la région de Guiscriff formant une unité de trois cents hommes. Mi-juillet, il réalise la liaison avec l'équipe Jedburgh du major Ogden-Smith, parachutée les jours précédents avec des armes et munitions. Le 29 juillet, il réussit à échapper à l'encerclement par des soldats allemands près de Querrien, alors que le major Ogden-Smith et Maurice Miodon sont quant à eux tués. 
À la tête du maquis, il mène, le 5 août 1944, une opération avec quatre-vingt hommes du secteur de Guiscriff visant à empêcher l'entrée de Rosporden à une colonne de camions allemands qui se replient sur Lorient, mission qu'il mène à bien. Grièvement blessé lors de la fusillade le 6 août 1944, il succombe à ses blessures le lendemain.
Il est inhumé dans le carré militaire du cimetière de Guiscriff, aux côtés de Maurice Miodon et du major Colin Ogden-Smith.

## Hommages et distinctions
Obtenant la mention « Mort pour la France » et homologué FFL, Gérard de Carville est décoré de la Croix de guerre 1939-1945 et de la Légion d'honneur à titre posthume. 
Son nom est inscrit sur la liste « Résistants » de la plaque commémorative apposée « À la mémoire des victimes des combats de la Libération 1944 - 1945 » (Rosporden), sur le mémorial SAS de la France libre érigé du moulin de La Grée (Plumelec), sur le monument aux morts communal (Guiscriff), sur le monument « Aux Résistants des Montagnes noires victimes du nazisme » (Gourin), sur le monument aux morts de Saint-Amand-Longpré et sur le mémorial international des SAS (Sennecey-le-Grand). 
Il est choisi comme parrain de la promotion 1990 des élèves officiers de réserve du 4e bataillon de l'École spéciale militaire de Saint-Cyr (promotion sous-lieutenant Gaultier de Carville).

### Documentation
- Pierre Lefranc, Demain, la liberté’’, Flammarion, 1993
- Henri Amouroux, La Grande Histoire des Français sous l'Occupation – Livre 4: Le peuple réveillé’’, Metvox, 2020
- René Le Guénic, Les maquisards chez nous en 1944: Gourin-Le Faouët-Guémené’’, 1986
- Roger Faligot, La rose et l’edelweiss : Ces ados qui combattaient le nazisme / 1933-1945’’, La Découverte, 2017
- Georges-Michel Thomas, Alain Legrand, Le Finistère dans la guerre, 1939-1945 (2) : La Libération’’, éditions de la Cité, 1971
- Cyrille Maguer, De Rosporden à Concarneau sous l’Occupation’’, Liv'éditions, 2014
- Jean-François Muracciole, Les français libres, l'autre résistance’’, Tallandier, 2009
- Albert Oriol-Maloire, Ces jeunes dans la guerre (1939-1945) : Ils ont résisté et lutté pour la liberté’’, Martelle, 1997
- Pierre de Longuemar, Mémorial 1939-1945 : l'engagement des membres de la noblesse et de leurs alliés’’, Ehret, 2001
- André Casalis, Cadets de la France libre, l'École militaire’’, Lavauzelle, 1994
- Walter Goeury, S'il ne nous reste que la mémoire’’, 1996